# رولاند
رولاند یا رولان (در Hruotland فرنگی، لاتین: Hruodlandus) یک شخصیت در ادبیات قرون وسطی و رنسانس، قهرمان بزرگ فرانسوی و یکی از نجبای دوازده گانه ملتزم رکاب شارلمانی که منظومه حماسی "شانسون دو رولان" یا سرود رولان، او را جاودانی ساخته است. 